# Milavče
Milavče (německy Milawetsch) jsou obec v okrese Domažlice v Plzeňském kraji. Žije v ní 592 obyvatel. Milavče jsou známé hlavně díky milavečské kultuře v mladší době bronzové (zejména díky nálezu unikátního vozíku a řady mohyl).

## Historie
První písemná zmínka o obci pochází z roku 1302 jako majetek jistého Prkoše z Milaveč. Tento Prkoš z Milaveč byl členem významného šlechtického rodu, který nosil znamení dvou obrněných rukavic a ovládal krajinu mezi Staňkovem, Kdyní a Domažlicemi. Nejvýznamnější církevní památkou v obci je kostel svatého Vojtěcha z 18. století, postavený stavitelem Antonínem Spannbrucknerem. Dne 4. srpna 2021 došlo v obci k srážce osobního vlaku s expresem což mělo za následek tři mrtvé, včetně obou strojvedoucích.

## Obyvatelstvo
| Rok            | 1869 | 1880 | 1890 | 1900 | 1910  | 1921 | 1930 | 1950 | 1961 | 1970 | 1980 | 1991 | 2001 | 2011 | 2021 |
| -------------- | ---- | ---- | ---- | ---- | ----- | ---- | ---- | ---- | ---- | ---- | ---- | ---- | ---- | ---- | ---- |
| Počet obyvatel | 906  | 947  | 897  | 954  | 1 018 | 961  | 942  | 728  | 725  | 667  | 579  | 567  | 577  | 576  | 585  |
| Počet domů     | 161  | 164  | 173  | 181  | 178   | 180  | 198  | 196  | 188  | 175  | 160  | 189  | 196  | 214  | 193  |

## Obecní správa

### Části obce
- Božkovy
- Milavče
- Radonice

V letech 1960–1990 k obci patřily i Nahošice a Výrov.

### Obecní symboly
Znak a vlajka byly obci uděleny rozhodnutím předsedy Poslanecké sněmovny Parlamentu České republiky dne 15. dubna 2010.

## Pamětihodnosti
- Kostel svatého Vojtěcha z 18. století
- Kaplička Vojtěška
- Mohylník, archeologické naleziště
- Budova školy

## Osobnosti
- Jiří Bittner (1846–1903), herec Národního divadla, překladatel, autor humoresek a memoárové literatury
- Josef Váchal (1884–1969), český malíř, grafik, ilustrátor, sochař, řezbář, spisovatel a básník